# منتخبات کنفوسیوس
منتخبات کنفوسیوس  مجموعه‌ای از سخنان و اندیشه‌هایی‌است که به فیلسوف چینی کنفوسیوس و دیگر فیلسوفان هم‌دورهٔ او نسبت داده می‌شوند. باور بر این است که این کتاب به‌دست پیروان کنفوسیوس در دورهٔ جنگ دولت‌ها (۴۷۵ ق. م - ۲۲۱ ق. م) نوشته شده‌باشد و در میانهٔ حکومت دودمان هان (۲۰۶ پیش از میلاد - ۲۲۰ پس از میلاد) به اتمام رسیده‌باشد.
گرچه لون‌یو در اوایل دورهٔ دودمان هان صرفاً یک تفسیر بر پنج کتاب کلاسیک به حساب می‌آمد، اما در اواخر حکومت آنان گسترش یافته و تبدیل به یکی از نُسَخ محوریِ اندیشهٔ کنفسیوس‌گرایی شد. در اواخر دورهٔ دودمان سونگ اهمیت لون‌یو به عنوان یک کتاب فلسفی حتی از کتب پنج‌گانهٔ کلاسیک نیز فراتر رفت. لون‌یو در مدت ۲۰۰۰ سال یکی از پرخواننده‌ترین کتاب‌ها در چین بود و همچنان تأثیر قابل توجهی در اندیشه‌ها و ارزش‌های فرهنگی چین و آسیای شرقی دارد.